# Tetracis allediusaria
Tetracis allediusaria är en fjärilsart som beskrevs av Walker 1860. Tetracis allediusaria ingår i släktet Tetracis och familjen mätare. Inga underarter finns listade i Catalogue of Life.